# Петровский, Михаил Васильевич
Михаил Васильевич Петровский (9 августа 1945 — 29 апреля 1993) — советский художник, один из основателей советской историко-технической графики.

## Биография
Родился в Москве 9 августа 1945 года.
После окончания школы работал в театре, затем на ремонтном предприятии одного из московских аэропортов.
В 1970-х по итогам экзамена (разработка дизайна упаковки и оформления модели самолета Як-40) попадает в Отдел технического творчества (Отдел технических моделей) Всесоюзного научно-исследовательского института игрушки, где впервые в Советском Союзе создаётся направление по разработке сложной технической игрушки — выпуску моделей-копий машин, самолетов, судов, и стремительно делает карьеру ведущего художника. Имеет авторские свидетельства, оформляет выставки игрушки в Политехническом музее и участвует в них как один из авторов.
Состоял в секции Московского комитета графиков.
Сотрудничал с издательствами «Техника — молодёжи», «Моделист-конструктор», «Техника и наука».
Создатель легендарных серий — «Наш танковый музей», «Наш авиационный музей».
Председатель Московской областной Федерации стендового моделизма СССР
Награждён дипломами ЦК ВКЛСМ и медалью имени М. Л. Миля.
Автор книг по истории оружия — «От пищали до пистолета», «История винтовки».
Персональная выставка — 1986 году в Звездном городке.
М. В. Петровским создано более тысячи акварелей военной техники. Ряд моделей кропотливо восстанавливались по чертежам, в связи с тем, что не сохранилось никаких изображений, включая фотографий.
Михаил Васильевич скоропостижно скончался в расцвете творческих сил 29 апреля 1993 года.
Сын М. В. Петровского — Михаил Михайлович Петровский, российский автожурналист, актёр и телеведущий.